# Adad-apla-iddina
Adad-apla-iddina (en akkadien : ), mort vers 1048 av. J.-C., est un roi de Babylone appartenant à la seconde dynastie d'Isin, qui règne à l'époque de la Babylonie post-kassite d'environ 1069 à 1048 av. J.-C..

## Biographie

### Origine
C'est un roi araméen, qui renverse l'ancien roi babylonien à Marduk-shapik-zeri vers 1069 av. J.-C.. Il n'est en effet pas de lignée royale, mais le « fils de personne ». Son père est nommé Esaqil Shaduni et sa mère serait peut-être la fille d'Itti-Marduk-balatu,.

### Roi érudit et bâtisseur
Sous son règne, période d'une grande érudition, il fait reconstruire le mur intérieur mal entretenu de la ville de Babylone (Imgur-Enlil), ainsi que les remparts de la ville de Nippur (Nīmit-Marduk). La rampe menant au tempe de Nin-ezena de la ville d'Isin est également restaurée par ses soins. À Larsa, il fait restaurer le temple d'É-babbar et fait reconstruire le temple du dieu Zababa dans la ville de Kish. Des briques estampées témoignent de ses efforts de construction à Babylone ou encore dans la Ziggurat à Ur.

### Relation avec les peuples voisins
Le règne d'Adad-apla-iddina  est marqué par des conflits avec les Assyriens qui pénètrent dans son royaume, mais également par les premières incursions des tribus araméennes et des nomades sutéens en Babylonie (ces derniers emportent avec eux le butin de Sumer et d'Akkad).
L'Histoire Synchronistique raconte que le roi assyrien Assur-bel-kala prend sa fille pour épouse et l'emmène avec une vaste dot en Assyrie, ce qui suggère que Babylone devient un état vassal de l'Assyrie.
Il pourrait bien avoir comploté pour remplacer le fils et successeur d'Assur-bel-kala, Eriba-Adad II, par son oncle, Shamshi-Adad IV, en exil en Babylonie.

## Famille

### Mariage et enfants
De son mariage avec une femme inconnue, il eut peut-être selon certaines sources :
- Une ou plusieurs filles (dont une épouse le roi d'Assyrie Assur-bel-kala)